# Национално знаме на Лихтенщайн
Националното знаме на Лихтенщайн се състои от две еднакви хоризонтални цветни полета: синьо (в горната част) и червено (в долната). В горния ляв край е поставена корона. Отношението ширина към дължина е 3:5.
Най-вероятно цветовете на знамето произлизат от цветовете на облеклото на княжеското семейство в 18 век. Короната е добавена към флага през 1937 г. след участието на страната в олимпийските игри през 1936 г. На тези игри, спортистите на княжеството забелязали, че знамето на тяхната страна е идентично със знамето на Хаити. Формата на короната е леко променена през 1982 г.

## Дизайн
Националното знаме на Лихтенщайн се състои от две еднакви вертикални цветни полета – синьо и червено и има правоъгълна форма с отношение ширина към дължина 3:5. В горния ляв край е поставена корона. Синият и червеният цвят са определени като национални цветове според Конституцията на страната. Законът за Герба, цветовете, печата и символите на Княжество Лихтенщайн определя използването на тези цветове в знамето и дава по-точно описание

Чл. 5 Знаме 
 1) Знамето представлява правоъгълно платнище от две еднакви по ширина цветни полета, синьо отгоре и червено отдолу. В синьото поле е изобразена княжеската корона в златно в близост до носещата част.
 2) Отношението на височината към дължината на знамето е 3 към 5

Точните цветовете на знамето не са определени официално. На практика се използва следната цветова схема:
| Цвят | Официален цветови модел | RGB цветови модел | HEX цветови модел |
| ---- | ----------------------- | ----------------- | ----------------- |
|      | -                       | (0, 43, 127)      | #002B7F           |
|      | -                       | (206, 17, 38)     | #CE1126           |
|      | -                       | (255, 216, 61)    | #FFD83D           |
|      | -                       | (0, 0, 0)         | #000000           |
|      |                         | (0, 0, 0)         | #                 |
|      |                         | (0, 0, 0)         | #                 |

## Знаме през годините
- 1719 – 1852
- 1852 – 1921
- 1921 – 1937
- 1937 – 1982